# Tufão Maria (2006)
O tufão Maria foi um tufão mínimo que varreu a costa sudeste do Japão no início de agosto de 2006. A sétima tempestade nomeada da temporada de tufões no Pacífico de 2006, Maria formou-se a partir de uma depressão tropical sobre as águas abertas do oeste do Oceano Pacífico. Em 5 de agosto, a Agência Meteorológica do Japão (JMA) classificou a depressão como uma tempestade tropical, enquanto o Joint Typhoon Warning Center (JTWC) a manteve como uma depressão. A tempestade rapidamente se transformou em um tufão no dia seguinte, atingindo seu pico de intensidade com ventos de 130  km/h (ventos de 10 minutos por hora) no início de 6 de agosto. A tempestade enfraqueceu gradualmente à medida que começou a se recurvar, fazendo com que ficasse paralela à costa sudeste do Japão. Em 9 de agosto, Maria enfraqueceu em uma depressão tropical e depois em um ciclone extratropical antes de se dissipar em 15 de agosto. Maria teve apenas efeitos menores no Japão, principalmente chuvas fortes que foram estimadas em mais de 400 mm na Península de Izu. Uma pessoa morreu após ser atingida por um raio e outras seis ficaram feridas.

## História meteorológica
Em 3 de agosto, a Agência Meteorológica do Japão (JMA) começou a monitorar uma depressão tropical localizada a sudeste da Ilha Minami Torishima. A depressão se desenvolveu lentamente à medida que se movia para o oeste-noroeste. às 16h30 UTC em 5 de agosto, o Joint Typhoon Warning Center (JTWC) emitiu um Alerta de Formação de Ciclones Tropicais no sistema em desenvolvimento enquanto ele estava localizado a cerca de 740 km (460 mi) es-nordeste das Ilhas Marianas do norte. Convecção profunda estava presente ao redor do centro de circulação, mas a estrutura geral da tempestade se assemelhava a um ciclone subtropical. No entanto, é provável que a tempestade se intensificasse, pois estava localizada em uma área de cisalhamento vertical do vento baixo a moderado, com fluxo favorável em altitude. Mais tarde naquele dia, o JMA atualizou a depressão para uma tempestade tropical e deu-lhe o nome de Maria ; um nome apresentado pelos Estados Unidos e um nome feminino Chamorro comum. Maria continuou em direção a oes-noroeste ao longo da borda de uma ampla cordilheira subtropical localizada a leste do Japão.
Quando o JMA emitiu seu primeiro aviso, o JTWC designou o sistema como depressão tropical 09W enquanto localizado a cerca de 280 km (170 mi) leste-nordeste de Iwo Jima. No início do dia seguinte, o JMA classificou Maria como uma tempestade tropical severa com ventos de 95 km/h (ventos de 10 minutos) enquanto o JTWC informou que Maria tinha acabado de se tornar uma tempestade tropical com ventos atingindo 75 km/h (ventos de 1 minuto por hora). A tempestade também teve um ligeiro deslocamento para o norte. Seguindo em direção ao noroeste, a tempestade se intensificou em um tufão e atingiu seu pico de intensidade com ventos de 130 km/h (81 mph) (ventos de 10 minutos por hora) e pressão mínima de 975 hPa (mbar) às 0900 UTC. Na mesma época, o JTWC avaliou que a tempestade atingiu seu pico de intensidade com ventos de 110 km/h (ventos de 1 minuto por hora). No entanto, o JTWC classificou operacionalmente Maria como um tufão mínimo com ventos de 120 km/h (ventos de 1 minuto por hora) em 7 de agosto.

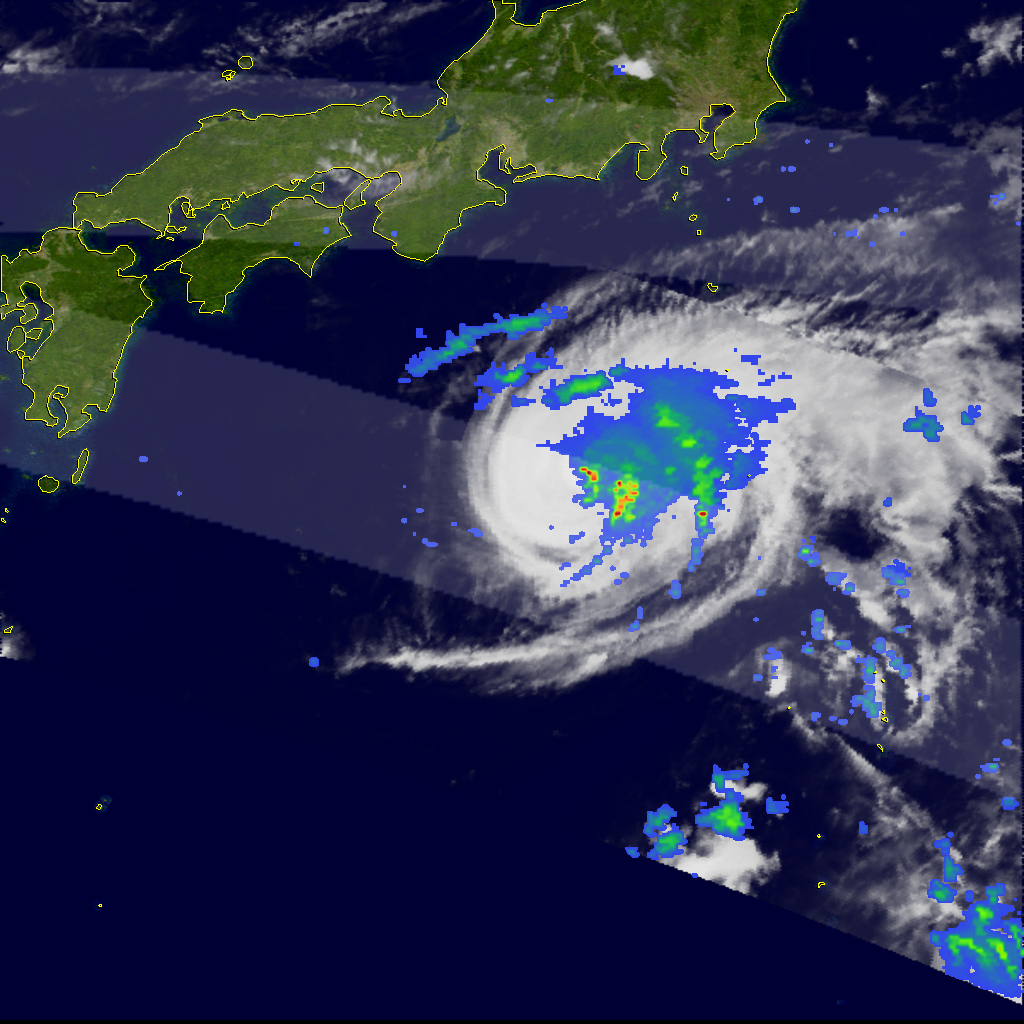
Imagem de satélite TRMM de Maria em 7 de agosto

Em 7 de agosto, uma característica de olho em banda desenvolvida com convecção profunda em torno da porção leste da tempestade. Mais tarde naquele dia, a tempestade recurvou acentuadamente em direção ao nordeste e paralelo à costa sul de Honshu. Enquanto Maria fazia a curva, o ar seco começou a entrar no sistema, fazendo com que ele enfraquecesse. Junto com o ar seco, o cisalhamento do vento começou a aumentar e o JMA rebaixou Maria para uma tempestade tropical severa no início de 8 de agosto. A tempestade continuou a enfraquecer quando chegou muito perto de atingir a costa perto de Tóquio, Japão, em 9 de agosto. Ambas as agências rebaixaram Maria para uma depressão tropical no início de 9 de agosto, com o JTWC emitindo seu aviso final na época. Maria permaneceu uma depressão tropical por mais 24 horas antes da transição para um ciclone extratropical em 10 de agosto enquanto localizado cerca de 835 km (519 mi) leste-nordeste de Tóquio. Os remanescentes extratropicais voltaram-se para o norte e se dissiparam no final de 14 de agosto sobre o Mar de Ocótsqui.

## Preparativos e impacto
Funcionários do clima alertaram os residentes sobre fortes chuvas, ventos fortes e ondas altas na região de Tokai,  Kantō, Kōshin'etsu e Ilhas Izu entre 8 e 9 de agosto. Sete voos saindo de Tóquio no aeroporto de Haneda foram cancelados devido a Maria. A Linha JR Ito, linha de trem expresso, foi temporariamente interditada por causa das chuvas. Quando Maria passou pelo Japão, produziu fortes chuvas nas áreas do sudeste do país. Base Aérea de Yokota registou 38,1 mm (1,5 in) de chuvas e ventos de até 34 km/h (21 km/h). Partes da Península de Izu registaram chuvas superiores a 400 mm ao longo de um período de dois dias, chegando a 458 mm (18.0 in) em Tóquio. Na província de Gifu, as tempestades associadas ao tufão resultaram em um deslizamento de terra que interrompeu a energia de 510 residências. Um homem ficou ferido e duas vacas morreram depois que uma pequena fazenda foi severamente danificada por ventos fortes. Inundações e deslizamentos de terra afetaram dezenas de casas em Chōshi, Chiba, levando à evacuação de 63 famílias. Uma pessoa foi morta em Tóquio após ser atingida por um raio. Cinco pessoas ficaram feridas quando um avião com destino a Tóquio encontrou turbulência produzida por Maria.